# Robert Gottschalk (Maler)
Robert Julius Franz Gottschalk (* 27. Februar 1906 in Gifhorn; † 16. Juli 1967 in Tegernsee) war ein deutscher Maler.

## Leben
Gottschalk war der Sohn des Kaufmanns Robert Wilhelm Karl Gottschalk und dessen Frau Anselma, geb. Höltzel. Er machte zunächst eine kaufmännische Ausbildung, bevor er von 1927 bis 1930 die Städtische Handwerker- und Kunstgewerbeschule in Braunschweig besuchte, wo er Gebrauchsgrafik bei Günther Clausen studierte. Die Malerei erlernte er autodidaktisch.
Seit 1930 war Gottschalk freischaffender Künstler. Er unternahm Studienreisen nach Paris und Italien. Von 1933 bis 1938 arbeitete er als Kunsterzieher am Kunsthistorischen Institut der Universität Göttingen. Hier war er auf den jährlichen Ausstellungen der „Vereinigung Göttinger Kunstfreunde“ vertreten. In seinen Gemälden folgt er zunächst dem Fauvismus, später der realistischen Darstellungsweise.
Von 1935 bis 1945 war Gottschalk Mitglied des gleichgeschalteten Braunschweiger Künstlerbundes und nahm an dessen Ausstellungen teil. In dieser Zeit entstanden Bilder von unnatürlich ernsthaften, „arisch“ aussehenden Kindern. Außerdem malte Gottschalk einige Landschaften. 1938 heiratete er Gertrud Sattler, geb. Wigmann und zog nach Braunschweig um. Am Zweiten Weltkrieg nahm er als Soldat teil und geriet in Kriegsgefangenschaft. Während des Krieges wurde sein Werk fast vollständig zerstört.
In der Nachkriegszeit war Gottschalk in Braunschweig künstlerisch tätig. In dieser Zeit beschäftigte er sich vielfach mit religiösen Bildthemen. Auch Porträts schuf er. Gottschalk war von 1945 bis 1947 Vorsitzender der Bezirksgruppe Braunschweig des Bundes Bildender Künstler. Von 1951 bis 1953 lebte er in Rottach-Egern am Tegernsee.

## Werke (Auswahl)
- Weißes Haus am Inselwall, Öl auf Leinwand, 1930, Städtisches Museum Braunschweig
- Straßenzug in Braunschweig-Lehndorf, 1935, Kunstsammlung der Universität Göttingen
- Gipfel in den Dolomiten Aquarell, Bleistift, 1935, Kunstsammlung der Universität Göttingen
- Musizierender Hitlerjunge, Öl auf Leinwand, verschollen
- Porträt P.E. Schiffers, Öl auf Leinwand, 1944, Städtisches Museum Braunschweig
- Bei Tegernsee, 1949, 48 × 62,8 cm, Herzog Anton Ulrich-Museum (HAUM), Braunschweig
- Bildnis Hilmar Trede, 1950, Städtisches Museum Braunschweig
- Das Ende vom Lied, 1951, 79 × 55,7 cm, HAUM
- Abstrakte Komposition, 1954, 79 × 55,6 cm, HAUM
- Schöpfung, 78,9 × 55,7 cm, HAUM
- 1. Mose 6, 5 und 6, 76 × 54,1 cm, HAUM
- Bilder zur Genesis, Aquarelle, veröffentlicht 1966

## Ausstellungen (Auswahl)
- 1936–1943: Jahres-Ausstellungen des Braunschweiger Künstlerbundes, Herzog Anton Ulrich-Museum (HAUM), Braunschweig
- 1942: Der Rhein und das Reich, HAUM
- 1943–1944: Gaukunst-Ausstellungen, HAUM
- 1966: Einzelausstellung, Städtisches Museum Braunschweig